# Municipio Rincón de Romos
Koordinaten: 22° 15′ N, 102° 19′ W
Rincón de Romos ist der Name eines der elf Municipios des mexikanischen Bundesstaats Aguascalientes. Verwaltungssitz und größter Ort des Municipios ist das gleichnamige Rincón de Romos. Das Municipio hat 49.156 Einwohner (2010) und bedeckt eine Fläche von 377,2 km².

## Geographie
Das Municipio Rincón de Romos liegt im Norden des Bundesstaats Aguascalientes auf einer Höhe zwischen 1800 m und 2500 m. Etwa 59 % der Gemeindefläche zählen zur physiographischen Provinz der Sierra Madre Occidental, der Rest zur Mesa del Centro. Das Municipio liegt im Einzugsgebiet des Río Lerma und entwässert damit in den Pazifik. Die Geologie des Municipios setzt sich aus 56 % rhyolithischen Tuffen, 41 % Alluvionen und 1 % Basalt zusammen; Bodentyp von 37 % des Municipios ist der Durisol bei 17 % Cambisol, 16 % Phaeozem und 15 % Leptosol. Etwa die Hälfte der Fläche des Municipios dient dem Ackerbau, etwa 40 % als Weideland.
Das Municipio Rincón de Romos grenzt an die Municipios Cosío, Tepezalá, Pabellón de Arteaga und San José de Gracia sowie an den Bundesstaat Zacatecas.

## Bevölkerung
Beim Zensus 2010 wurden im Municipio 49.156 Menschen in 11.078 Wohneinheiten gezählt. Davon wurden 100 Personen als Sprecher einer indigenen Sprache registriert, darunter 37 Sprecher der Mazahua-Sprache. Etwa 4,6 % der Bevölkerung waren Analphabeten. 17.249 Einwohner wurden als Erwerbspersonen registriert, wovon ca. 70 % Männer bzw. etwa 9,3 % arbeitslos waren. Über neun Prozent der Bevölkerung lebten in extremer Armut.

## Orte
Das Municipio Rincón de Romos umfasst 230 bewohnte localidades, von denen der Hauptort sowie Pabellón de Hidalgo und Pablo Escaleras vom INEGI als urban klassifiziert sind. Fünf Orte wiesen beim Zensus 2010 eine Einwohnerzahl von über 1000 auf, weitere 15 Orte hatten zumindest 100 Einwohner. Die größten Orte sind:
| Ort                         | Einwohner |
| Rincón de Romos             | 27.988    |
| Pabellón de Hidalgo         | 04.316    |
| Pablo Escaleras (Escaleras) | 02.790    |
| San Jacinto                 | 02.356    |
| El Bajío                    | 01.278    |
| California                  | 00.935    |
| La Boquilla                 | 00.873    |
| El Valle de las Delicias    | 00.769    |